# Mårdsel
Mårdsel (meänkieli: Näätäsuanto), även Mårdudden, är en  by i sydligaste delen av Gällivare kommun i Lappland.
Mårdsel är Gällivare kommuns äldsta by och ligger i Gällivare socken, längs Råneälven cirka 120 kilometer söder om Gällivare och ca 75 kilometer norr om Boden. I orten bor ett tjugotal bofasta och vid slänten till älven ligger ett vandrarhem.
Länsväg BD 813 genomkorsar byn i öst-västlig riktning. Länsväg BD 760 går från Mårdsel söderut.
Mårdsel är den sydligaste orten i Gällivare kommun och ligger cirka 5 km nordost om Norra Krokträskberget, som är kommunens sydpunkt.
På den topografiska kartan anges Mårdudden som den största bydelen. De övriga delarna är Nylandet och Forsudden.